# Sogeres
Sogeres, est une société spécialisée dans la restauration collective. Elle se classe 4e acteur sur ce secteur en France? étant présente sur trois segments de marché : entreprise & administration, scolaire et santé/ médico-social.

## Histoire de Sogeres
- 1836 : Pierre Louis Duval, boucher installé non loin des Halles, fournit quelques restaurants luxueux ;
- 1913 : la banque de France concède sa restauration aux bouillons DUVAL. C'est le premier contrat de restauration concédé ;
- 1934 : la société SGHR (qui deviendra plus tard SOGERES) reprend la société des "Bouillons Duval" ;
- 1962 : Roger GOZLAN acquiert la SOGERES ;
- 1984 : le groupe ABELA rachète SOGERES. Arrivée d'Antoine de Galembert, PDG, Jean Salmon, PDG adjoint et Michel Rovira ;
- 1985 : Le groupe ABELA cède 48% de ses actions à PERRIER et 5% a Antoine de Galembert ;
- Sogeres se lance dans la restauration scolaire et inaugure la cuisine centrale de Poissy, première du genre :
- 1987 : Antoine de Galembert confie la Direction Générale a Jean Paul Fontan ;
- 1994 : Sogeres met en place la première distribution automatique de plats cuisinés à l'Hôpital Américain ;
- 1997 : Sogeres engage des recherches pour lutter contre les 40 % de restes dans l’assiette et met au point le premier repas à quatre composants ;
- 1998 : Sogeres décroche la première certification ISO 9002 du monde de la santé pour sa prestation à l’hôpital Américain de Paris. La même année, Sogeres s’installe dans un nouveau siège ;
- 1999 : Sogeres imagine un plateau-repas chaud livré sur un trolley.  Sogeres prend aussi une place dans la restauration commerciale concédée et crée la filiale « l’Affiche ». Lancée en 1999 pour soutenir la croissance de Sogeres et anticiper la mise en place des 35 heures, Sogeres On Line (SOL) est lancée pour accélérer les échanges d’informations et de transactions entre le siège et les exploitations ;
- 2001 : Sogeres franchit la barre des deux milliards de francs de CA à l’issue d’une croissance constante et rejoint le groupe Sodexho Alliance ;
- 2003 : Sogeres propose une nouvelle offre culinaire crée en partenariat avec Alain Ducasse Formation ;
- 2005 : premier portail extranet doté d’un portail client privatif ;
- 2009 : premier acheteur de produits BIO dans la restauration collective ;
- 2011 : déploiement de l’identité culinaire Sogeres sur tout le territoire français ;
- 2012/2015 : création d’une nouvelle offre culinaire. Des "inspiration" sont tour à tour déclinées pour chaque typologie de consommateur : adulte, enfants, personnes âgées et personnes en situation de handicap ;
- 2016/2017 : déploiement des applications de smartphone consommateurs baptisées "Myinspirations" en entreprise et "SoHappy" en scolaire ;
- 2017 : création d’une nouvelle offre « tradition moderne » en établissement séniors baptisée "Émotions" ;
- 2023 : Sodexo a besoin de connaitre cinq jours à l'avance le nombre de repas à préparer dans les cantines des écoles d'Orléans et trouve un accord avec la mairie pour pénaliser les parents ne pouvant pas prévoir assez en avance d'une amende de 5,00 euros par enfant et par changement effectué à moins de cinq jours.

## Engagements
- Sogeres soutient l'association Alzheimer, Une Cause Pour Tous .[réf. nécessaire]